# Puchar UEFA (1996/1997)
Puchar UEFA 1996/1997 (ang. 1996–1997 UEFA Cup) – 26. edycja międzynarodowego klubowego turnieju piłki nożnej Puchar UEFA, zorganizowana przez Unię Europejskich Związków Piłkarskich w terminie 17 lipca 1996 – 21 maja 1997. W rozgrywkach zwyciężyła drużyna FC Schalke 04.

## Runda wstępna
| Jeunesse Esch – Legia Warszawa 2:4 i 0:3 1 17.07 1996 0:1 Pisz 5, 1:1 Ganser 31, 1:2 Sokołowski 39, 1:3 R. Staniek 41k, 2:3 Theis 43k, 2:4 R. Staniek 61k 2 24.07 1996 0:1 Mięciel 19, 0:2 Mięciel 63, 0:3 Oreszczuk 70 |
| Tallinna FC Lantana – Íþróttabandalag Vestmannaeyja 2:1 i 0:0 1 18.07 1996 0:1 T. Gudmundsson 58, 1:1 Bragin 60, 2:1 Gruznov 79 2 24.07 1996 |
| FK Bečej – NK Mura 0:0 i 0:2 1 17.07 1996 2 24.07 1996 0:1 Stampfer 17, 0:2 Stampfer 47 |
| Žalgiris Wilno – Crusaders F.C. 2:0 i 1:2 1 17.07 1996 1:0 Vencevicius 82, 2:0 Pukelevicius 86 2 24.07 1996 1:0 Razanauskas 18, 1:1 Morgan 83, 1:2 Morgan 90 |
| Newtown – Skonto FC 1:4 i 0:3 1 17.07 1996 0:1 Astafjevs 36, 0:2 Astafjevs 71, 0:3 Lobanovs 75, 0:4 Lobanovs 80, 1:4 Brown 90 2 24.07 1996 0:1 Astafjevs 45, 0:2 Ivanovs 70, 0:3 Jelisejevs 80 |
| Dynama-93 Mińsk – Tiligul Tyraspol 3:1 i 1:1 1 18.07 1996 1:0 Sinkowiec 5, 2:0 Orłowski 7, 3:0 Sinkowiec 10, 3:1 Kosse 87 (mecz w Mołodecznie) 2 24.07 1996 1:0 Łobanow 10, 1:1 Pogorelov 49 |
| Hutnik Kraków – Xəzri Buzovna Baku 9:0 i 2:2 1 17.07 1996 1:0 Yahaya 29, 2:0 Romuzga 39, 3:0 Wojnecki 65, 4:0 Romuzga 68, 5:0 M. Zając 70, 6:0 Zając 72, 7:0 Wojnecki 75, 8:0 Szypowski 86k, 9:0 Jamróz 90 2 24.07 1996 0:1 Talibow 17, 1:1 Ziółkowski 22, 1:2 Alijew 41, 2:2 Yahaya 80                                                                                                   |
| Portadown – FK Vojvodina 0:1 i 1:4 1 17.07 1996 0:1 Cilinšek 27 2 24.07 1996 0:1 Lerinc 10, 0:2 Stojak 15, 0:3 Miloševski 58, 1:3 Casey 79, 1:4 Cilinšek 87 |
| Jazz Pori – GÍ Gøta 3:1 i 1:0 1 17.07 1996 1:0 Suikkanen 38, 2:0 Leivo-Jokimaki 49, 3:0 Piracaia 77, 3:1 Heinason 89 2 24.07 1996 1:0 Luiz Antonio 86 |
| Íþróttabandalag Akraness – Siłeks Kratowo 2:0 i 0:1 1 18.07 1996 1:0 Gudjöhnsson 44, 2:0 Biberčić 72 2 24.07 1996 0:1 Karanfilovski 41k (mecz w Skopje) |
| Bohemian F.C. – Dynama Mińsk 1:1 i 0:0 1 17.07 1996 1:0 Swan 1, 1:1 Makowski 65 2 24.07 1996 (mecz w Mołodecznie) |
| FC Haka – Tallinna FC Flora 2:2 i 1:0 1 17.07 1996 1:0 Ristila 56, 1:1 Rooba 22, 2:1 Ristila 80, 2:2 Leetma 90 2 24.07 1996 1:0 Popowicz 14 |
| Barry Town – FK Dinaburg 0:0 i 2:1 1 18.07 1996 2 24.07 1996 1:0 Bikes 35, 1:1 Tarasovs 60, 2:1 T. Evans 85 |
| Dinamo Tbilisi – CS Grevenmacher 4:0 i 2:2 1 17.07 1996 1:0 Iaszwili 36, 2:0 Iaszwili 72, 3:0 Gogiczaiszwili 78, 4:0 Demetradze 87 2 24.07 1996 0:1 T. Schölten 37, 1:1 Kinkadze 49, 1:2 Lauer 55, 2:2 Kerdzewadze 71 |
| Maccabi Hajfa – FK Partizan 0:1 i 1:3 1 17.07 1996 0:1 Siklević 10 2 24.07 1996 1:0 Revivo 10, 1:1 Trenevski 33, 1:2 Saveljić 52, 1:3 Christov 83 |
| ND Gorica – Wardar Skopje 0:1 i 1:2 1 17.07 1996 0:1 Traicov 44 2 24.07 1996 0:1 Traicov 3, 1:1 Demirovic 41, 1:2 Jakimovski 68 |
| Croatia Zagrzeb – SK Tirana 4:0 i 6:2 1 17.07 1996 1:0 Sliskovic 25, 2:0 Krznar 42, 3:0 Cvitanovic 53, 4:0 Cvitanovic 79k 2 24.07 1996 1:0 Cvitanovic 1, 1:1 Fortuzi 23, 1:2 Gallo 27, 2:2 Simić 32, 3:2 Marić 37, 4:2 Gaspar 56, 5:2 Rukavina 60, 6:2 Sarić 82 |
| Beitar Jerozolima – Floriana FC 3:1 i 5:1 1 17.07 1996 1:0 Sálloi 27, 2:0 R. Harazi 32, 3:0 Biton 43, 3:1 Veslji 55 2 24.07 1996 1:0 Amsalem 17, 2:0 Ohana 20, 3:0 R. Harazi 40, 3:1 Buhagiar 79, 4:1 Sálloi 71, 5:1 Abuksis 80 |
| Piunik Erywań – Helsingin Jalkapalloklubi 3:1 i 2:5 (dog) 1 17.07 1996 1:0 Awetisjan 22, 1:1 Lehtinen 43k, 2:1 Awetisjan 61, 3:1 Mchitarian 74 2 24.07 1996 0:1 Vasara 32, 1:1 Sanamjan 41, 1:2 Lehtola 50, 1:3 Lehtinen 86, 1:4 Aniche 97, 2:4 Awetisjan 103, 2:5 Hyryläinen 110 |
| B71 Sandoy – APOEL FC 1:5 i 2:4 1 17.07 1996 0:1 Sotiriou 5, 0:2 Sotiriou 26, 0:3 Phasouliotis 31, 1:3 Hentze 34k, 1:4 A.Alexandrou 36, 1:5 A.Alexandrou 68 2 24.07 1996 0:1 loannou 13, 1:1 Hentze 37k, 2:1 Reynadiku 43, 2:2 loannou 49, 2:3 Sotiriou 61, 2:4 Cosma 73 |
| Neftçi PFK – Łokomotiw Sofia 2:1 i 0:6 1 17.07 1996 0:1 Rzajew 57, 1:1 Borisow 7, 2:1 Waczabzade 90 2 24.07 1996 0:1 Pawłow 18, 0:2 Pawłow 29, 0:3 Metczew 31, 0:4 Radivojevic 51, 0:5 Marinow 71, 0:6 Gerow 89 |
| Zimbru Kiszyniów – Hajduk Split 0:4 i 1:2 1 17.07 1996 0:1 Skoko 19, 0:2 Vucko 31, 0:3 Skoko 56, 0:4 Skoko 71 2 24.07 1996 0:1 Skoko 66, 1:1 Mitarev 75, 1:2 Butorovic 82 |
| St. Patrick’s Athletic – Slovan Bratysława 3:4 i 0:1 1 18.07 1996 0:1 S. Nemeth 10, 0:2 Maizner 18, 0:3 S. Nemeth 40, 1:3 Glynn 44, 2:3 O’Flaherty 64, 3:3 McDonnell 74, 3:4 Karasy 77 2 24.07 1996 0:1 Tittel 82 |
| Teuta Durrës – 1. FC Košice 1:4 i 1:2 1 17.07 1996 1:0 Begeja 3, 1:1 Sovic 45, 1:2 Sovic 66, 1:3 Obsitnik 85, 1:4 Koziej 87 2 24.07 1996 1:0 Dobi 55, 1:1 Rusnak 57, 1:2 Rusnak 68 |
| Anorthosis Famagusta – Szirak Giumri 4:0 i 2:2 1 17.07 1996 1:0 Mihajlović 53, 2:0 Kokits 60k, 3:0 Kokits 72k, 4:0 Mihajlović 83 2 24.07 1996 0:1 Arutinjan 15, 1:1 Gogić 18k, 1:2 Wardanjan 25, 2:2 Mihajlović 47 (mecz w Erywaniu) |
| Sliema Wanderers – Margweti Zestaponi 1:3 i 3:0 1 17.07 1996 1:0 Turner 11k, 1:1 Gongadze 23, 1:2 Endeładze 77, 1:3 Ukleba 85 2 24.07 1996 1:0 Galea 13, 2:0 Muscat 48, 3:0 Turner 89k |
| Sławia Sofia – Inkaras Kowno 4:3 i 1:1 1 17.07 1996 0:1 Maciulevicius 9, 0:2 Maciulevicius 17, 1:2 Panajotow 31, 2:2 Totew 42, 3:2 Panajotow 72, 3:3 Maciulevicius 76, 4:3 Pramatarow 85 2 24.07 1996 0:1 Maciulevicius 13k, 1:1 W. Iwanov 84 |
| HNK Segesta – Örebro SK 4:0 i 1:4 półfinał pucharu Intertoto |
| LASK Linz – Rotor Wołgograd 2:2 i 0:5 półfinał pucharu Intertoto |
| KAMAZ Nabierieżnyje Czełny – En Avant Guingamp 2:0 i 0:4 (dog) półfinał pucharu Intertoto |
| Lierse SK – Karlsruher SC 2:3 i 0:3 półfinał pucharu Intertoto |
| Standard Liège – FC Nantes 2:1 i 1:0 półfinał pucharu Intertoto |
| Urałmasz Jekaterynburg – Silkeborg IF 1:2 i 1:0 półfinał pucharu Intertoto |
| Wolny los: Iraklis, Spartak Moskwa, Dinamo Moskwa, Torpedo Moskwa, CSKA Moskwa, Trabzonspor, Beşiktaş JK, Odense Boldklub, Lyngby BK, Tirol Innsbruck, Grazer AK, Helsingborgs IF, Halmstads BK, Malmö FF, Neuchâtel Xamax, FC Aarau, Sigma Ołomuniec, Celtic F.C., Aberdeen F.C., Molde FK, FK Bodø/Glimt, Czornomoreć Odessa, Budapesti Vasutas, Național Bukareszt, FC Rapid Bukareszt |

## Runda kwalifikacyjna
| 1. FC Košice – Celtic F.C. 0:0 i 0:1 1 06.08 2 20.08 0:1 Cadete 88 |
| Legia Warszawa – FC Haka 3:0 i 1:1 1 06.08 1:0 Mosór 9, 2:0 R. Staniek 27, 3:0 Oreszczuk 88 2 20.08 1:0 Mięciel 5, 1:1 Popowicz 61 |
| FC Rapid Bukareszt – Łokomotiw Sofia 1:0 i 1:0 1 06.08 1:0 Mironas 75 2 20.08 1:0 Butoiu 90 |
| Sliema Wanderers – Odense Boldklub 0:2 i 1:7 1 06.08 0:1 Schjönberg 81, 0:2 Pedersen 90 2 20.08 0:1 Schjönberg 22, 0:2 K. Jensen 24, 0:3 Bisgaard 33, 1:3 Tiepłow 40, 1:4 Bisgaard 45, 1:5 Henriksen 57, 1:6 Schjönberg 59, 1:7 Schjönberg 82 |
| Iraklis – APOEL FC 0:1 i 1:2 1 06.08 0:1 Sotinou 48 2 20.08 0:1 A. Alexandrou 5, 0:2 Sotiriou 86, 1:2 Borbokis 89 |
| Croatia Zagrzeb – Spartak Moskwa 3:1 i 0:2 1 06.08 1:0 Slisković 6, 1:1 Galić 44s, 2:1 Cvitanović 70k, 3:1 Simić 75 2 20.08 0:1 Mieleszkin 26, 0:2 Alejniczew 56 |
| FK Partizan – Național Bukareszt 0:0 i 0:1 1 06.08 2 20.08 0:1 Ganea 6 |
| Dinamo Tbilisi – Molde FK 2:1 i 0:0 1 06.08 1:0 Gogiczaiszwili 13, 2:0 Iaszwili 19, 2:1 Stavrum 66 2 20.08 |
| Lyngby BK – NK Mura 0:0 i 2:0 1 06.08 2 20.08 1:0 T. Jonsson 24, 2:0 T. Jonsson 70 |
| Halmstads BK – Wardar Skopje 0:0 i 1:0 1 06.08 2 20.08 1:0 A. Nilsson 50 |
| Dinamo Moskwa – Jazz Pori 1:1 i 3:1 1 06.08 1:0 Kobielew 15, 1:1 Laaksonen 30 2 20.08 0:1 Leivo-Jokimaki 40, 1:1 Kobielew 59k, 1:2 Artiomow 67, 1:3 Artiomow 80 |
| Žalgiris Wilno – Aberdeen F.C. 1:4 i 3:1 1 06.08 0:1 Dodds 43, 1:1 Razanauskas 49, 1:2 Glass 72, 1:3 Dodds 81k, 1:4 D. Shearer 90 2 20.08 1:0 Mikulenas 53, 2:0 Pukelevicius 76k, 2:1 Irvine 85, 3:1 Mikulenas 86 |
| Budapesti Vasutas – Barry Town 3:1 i 1:3 (dog), karne 2:4 1 06.08 1:0 Bükszegi 5, 1:1 Vegh 15s, 2:1 Egressy 42, 3:1 Farkas 67 k 2 20.08 0:1 Pike 45 k, 0:2 O’Gorman 46, 1:2 Egressy 63, 1:3 T. Evans 78 |
| Helsingborgs IF – Dynama-93 Mińsk 1:1 i 3:0 1 06.08 1:0 Pringle 45, 1:1 Orłowski 48 2 20.08 1:0 R. Nilsson 25, 2:0 Powell 34, 3:0 Pringle 77 |
| Hajduk Split – Torpedo Moskwa 1:0 i 0:2 1 06.08 1:0 Skoko 50 2 20.08 0:1 Kamołcew 19, 0:2 Wostrosablin 82k |
| FC Aarau – Tallinna FC Lantana 4:0 i 0:2 1 06.08 1:0 Georgijew 21, 2:0 Skrzypczak 55, 3:0 Pavličević 76, 4:0 Pavličević 86 2 20.08 0:1 Lebret 80, 0:2 Hepner 85 |
| Dynama Mińsk – Beşiktaş JK 2:1 i 0:2 1 06.08 1:0 Makowski 52, 1:1 Serdar 60, 2:1 Makowski 61 (mecz w Mołodecznie) 2 20.08 0:1 Oktay 63, 0:2 Ertugrul 71 |
| Helsingin Jalkapalloklubi – Czornomoreć Odessa 2:2 i 0:2 1 06.08 0:1 Mizin 35, 0:2 Musolitin 44, 1:2 Lehkosuo 56, 2:2 Lehtinen 65 2 20.08 0:1 Czumaczenko 64, 0:2 Mizin 68 |
| Grazer AK – FK Vojvodina 2:0 i 5:1 1 06.08 1:0 Volkovic 45, 2:0 Muzek 54 (mecz w Kapfenbergu) 2 20.08 1:0 Ramusch 44k, 2:0 Sabitzer 47, 2:1 Stojak 50, 3:1 Wieger 52, 4:1 Sabitzer 73k, 5:1 Aničić 85s |
| Anorthosis Famagusta – Neuchâtel Xamax 1:2 i 0:4 1 06.08 1:0 Stavrou 18, 1:1 Vernier 29, 1:2 Leśniak 57 2 20.08 0:1 Sandjak 10, 0:2 Cyprien 17, 0:3 Sandjak 27, 0:4 Vernier 37 |
| Sigma Ołomuniec – Hutnik Kraków 1:0 i 1:3 1 06.08 1:0 Baranek 78 2 20.08 1:0 Kovar 6, 1:1 Yahaya 24, 1:2 Stolarz 40, 1:3 Romuzga 71 |
| Íþróttabandalag Akraness – CSKA Moskwa 0:2 i 1:4 1 06.08 0:1 Korsakow 34, 0:2 Jankauskas 37 2 20.08 0:1 Movsesian 35, 0:2 Movsesian 40, 0:3 Ferreira Leónidas 53, 0:4 Jankauskas 62, 1:4 Hognason 80 |
| Sławia Sofia – Tirol Innsbruck 1:1 i 1:4 1 06.08 0:1 Kitzbichler 32, 1:1 Totew 76 2 20.08 0:1 Śliwowski 28, 0:2 Krinner 31, 0:3 Kitzbichler 44, 1:3 Cwetanow 48, 1:4 Zacharew 73s |
| Slovan Bratysława – Trabzonspor 2:1 i 1:4 1 06.08 0:1 Sz. Arweładze 4, 1:1 Slovak 25, 2:1 Kinder 64 2 20.08 0:1 Hami 1, 0:2 SZ. Arweładze 11, 1:2 S. Nemeth 57, 1:3 Orhan C. 67, 1:4 Abdullah 71 |
| Skonto FC – Malmö FF 0:3 i 1:1 1 06.08 0:1 Anders Andersson 35, 0:2 Kindvall 60, 0:3 Ohlsson 80 2 20.08 0:1 Kindvall 47, 1:1 Stepanovs 80 |
| Beitar Jerozolima – FK Bodø/Glimt 1:5 i 1:2 1 06.08 0:1 Johansson 23, 0:2 Johansson 36, 1:2 Tretiak 46, 1:3 Barik 51, 1:4 Barik 56, 1:5 Arensson 75 2 20.08 0:1 Sorensen 6, 0:2 Johansen 60, 1:2 Sálloi 87 |
| Standard Liège – Karlsruher SC 1:0 i 1:3 finał pucharu Intertoto |
| Rotor Wołgograd – En Avant Guingamp 2:1 i 0:1 finał pucharu Intertoto |
| HNK Segesta – Silkeborg IF 1:2 i 1:0 finał pucharu Intertoto |
| Wolny los: S.S. Lazio, AS Roma, AC Parma, Inter Mediolan, AS Monaco, FC Metz, RC Lens, Montpellier HSC, Valencia CF, RCD Espanyol, CD Tenerife, Bayern Monachium, FC Schalke 04, Borussia Mönchengladbach, Hamburger SV, Feyenoord, Roda JC Kerkrade, Sporting CP, Boavista FC, Vitória SC, Newcastle United, Aston Villa, Arsenal F.C., RSC Anderlecht, Germinal Ekeren, RWD Molenbeek, Olympiakos SFP |

## 1/32 finału
| Brøndby IF – FC Aarau 5:0 i 2:0 1 10.09 1996 1:0 Vilfort 21k, 2:0 Bjur 56, 3:0 P. Møller 66, 4:0 P. Møller 88, 5:0 P. Møller 89 2 24.09 1996 1:0 P. Møller 39, 2:0 Daugaard 90k |
| CSKA Moskwa – Feyenoord 0:1 i 1:1 1 10.09 1996 0:1 van Wonderen 83 2 24.09 1996 1:0 Minko 63, 1:1 van Wonderen 78 |
| APOEL FC – RCD Espanyol 2:2 i 0:1 1 10.09 1996 1:0 A. Alexandrou 26, 1:1 Benitez Pavón 30, 1:2 Ouedec 45, 2:2 Sotiriou 55 2 24.09 1996 0:1 Cristóbal 63 |
| En Avant Guingamp – Inter Mediolan 0:3 i 1:1 1 10.09 1996 0:1 Ganz 25, 0:2 Djorkaeff 72k, 0:3 Sforza 86 2 24.09 1996 0:1 Branca 8, 1:1 Wreh 75 |
| Odense Boldklub – Boavista FC 2:3 i 2:1 1 10.09 1996 1:0 Hemmingsen 43k, 2:0 P. Pedersen 44k, 2:1 Simić 53, 2:2 Nuno Gomes 72, 2:3 Tavares 82 2 24.09 1996 0:1 Nuno Gomes 11, 1:1 Hjorth 65, 2:1 U. Pedersen 68 (mecz w Lizbonie na Estádio da Luz)                                             |
| Ferencvárosi TC- Olympiakos SFP 3:1 i 2:2 1 10.09 1996 1:0 Zavadszky 11, 1:1 Ivic 30, 2:1 Varesanovic 35s, 3:1 Arany 52 2 24.09 1996 1:0 Bimouta 22, 1:1 Ivic 27, 2:1 Limperger 47, 2:2 Sapanis 77                                                                                              |
| Newcastle United – Halmstads BK 4:0 i 1:2 1 10.09 1996 1:0 Ferdinand 6, 2:0 Asprilla 26, 3:0 Albert 51, 4:0 Beardsley 54 2 24.09 1996 1:0 Ferdinand 43, 1:1 T. Arvidsson 74, 1:2 M. Svensson 81                                                                                                 |
| Aberdeen F.C. – Barry Town 3:1 i 3:3 1 10.09 1996 1:0 Windass 7, 1:1 Jones 13, 2:1 Glass 56, 3:1 Young 65 2 24.09 1996 0:1 O’Gorman 4, 1:1 Dodds 15, 2:1 Dodds 25, 2:2 Ryan 71k, 2:3 Bird 82, 3:3 Rowson 83                                                                                     |
| Hutnik Kraków – AS Monaco 0:1 i 1:3 1 10.09 1996 0:1 Ikpeba 87 2 24.09 1996 0:1 Anderson da Silva 38, 1:1 Adamczyk 64k, 1:2 Anderson da Silva 83, 1:3 Martin 81 |
| AS Roma – Dinamo Moskwa 3:0 i 3:1 1 10.09 1996 1:0 Tommasi 7, 2:0 Fonseca 18, 3:0 Fonseca 41k 2 24.09 1996 0:1 Czeriszew 19k, 1:1 Fonseca 45k, 2:1 Tommasi 71, 3:1 Berretta 77 |
| Celtic F.C. – Hamburger SV 0:2 i 0:2 1 10.09 1996 0:1 Baron 3, 0:2 Schupp 71 2 24.09 1996 0:1 Baron 24, 0:2 Breitenreiter 50 |
| CD Tenerife – Maccabi Tel Awiw 3:2 i 1:1 1 10.09 1996 1:0 Vivar Dorado 46, 2:0 Kodro 56, 2:1 Mizrahi 60, 3:1 Pinilla 66, 3:2 Nimni 87k 2 25.09 1996 1:0 Vivar Dorado 44, 1:1 A. Brumer 49 |
| Panathinaikos AO – Legia Warszawa 4:2 i 0:2 1 10.09 1996 0:1 Czykier 3, 1:1 Liberopoulos 26, 2:1 Alexoudis 34, 3:1 Liberopoulos 36, 3:2 Kucharski 45, 4:2 G. Ch. Georgiadis 80 2 24.09 1996 0:1 Mięciel 53, 0:2 Kucharski 90                                                                    |
| Arsenal F.C. – Borussia Mönchengladbach 2:3 i 2:3 1 10.09 1996 0:1 Juskowiak 37, 0:2 Effenberg 46, 1:2 Merson 55, 1:3 Paßlack 80, 2:3 I. Wright 88 2 25.09 1996 0:1 Juskowiak 23, 1:1 I. Wright 43, 2:1 Merson 50, 2:2 Effenberg 75, 2:3 Juskowiak 90 (mecz w Kolonii na Müngersdorfer Stadion) |
| Czornomoreć Odessa – Național Bukareszt 0:0 i 0:2 1 10.09 1996 2 24.09 1996 0:1 Moisescu 46, 0:2 Niculescu 60 |
| Torpedo Moskwa – Dinamo Tbilisi 0:1 i 1:1 1 10.09 1996 0:1 G. Dżamarauli 35 2 24.09 1996 0:1 G. Dżamarauli 50, 1:1 Wostrosablin 80 |
| FK Bodø/Glimt – Trabzonspor 1:2 i 1:3 1 10.09 1996 0:1 Sz. Arweładze 3, 1:1 Berg 32, 1:2 Unal 74 2 24.09 1996 0:1 Unal 36, 0:2 Hami 38, 0:3 Hasan 43, 1:3 Johansen 88 |
| Club Brugge – Lyngby BK 1:1 i 2:0 1 10.09 1996 1:0 Staelens 2, 1:1 Bjerre 34 2 24.09 1996 1:0 Borkelmans 62, 2:0 Špehar 84 |
| FC Rapid Bukareszt – Karlsruher SC 1:0 i 1:4 1 11.09 1996 1:0 Reich 67s 2 24.09 1996 0:1 Wuck 37, 0:2 Keller 51, 0:3 Dundee 68, 1:3 Chirita 70, 1:4 Keller 78 |
| Aston Villa – Helsingborgs IF 1:1 i 0:0 1 10.09 1996 1:0 T. Johnson 14, 1:1 Wibran 81 2 24.09 1996 |
| RC Lens – S.S. Lazio 0:1 i 1:1 1 10.09 1996 0:1 Chamot 86 2 24.09 1996 0:1 Fuser 43, 1:1 Smicer 68 |
| Spartak Moskwa – Silkeborg IF 3:2 i 2:1 1 11.09 1996 1:0 Tichonow 14, 2:0 Keczinow 20, 3:0 Tichonow 37, 3:1 Thygesen 53, 3:2 Reese 72 2 24.09 1996 0:1 Thygesen 31, 1:1 Tichonow 42, 2:1 Sonksen 51s                                                                                            |
| Malmö FF – Slavia Praga 1:2 i 1:3 1 10.09 1996 0:1 Asanin 70, 1:1 Anders Andersson 83, 1:2 Vaguer 86 2 24.09 1996 0:1 Penicka 13, 0:2 Vaguer 29, 1:2 Fjellström 56, 1:3 P. Horvath 69k |
| Germinal Ekeren – Grazer AK 3:1 i 0:2 1 10.09 1996 0:1 Strainer 8, 1:1 Radziński 56, 2:1 van de Walle 58k, 3:1 Czerniatynski 84 2 24.09 1996 0:1 Sabitzer 65, 0:2 Sabitzer 86 (mecz w Kapfenbergu)                                                                                              |
| Montpellier HSC – Sporting CP 1:1 i 0:1 1 10.09 1996 1:0 Ferhaoui 8, 1:1 Hadji 64 2 24.09 1996 0:1 Océano 60k |
| Valencia CF – Bayern Monachium 3:0 i 0:1 1 10.09 1996 1:0 Engonga 19k, 2:0 C. López 26, 3:0 Moya 47 2 24.09 1996 0:1 Javi Navarro 3s |
| Dynamo Kijów – Neuchâtel Xamax 0:0 i 1:2 1 10.09 1996 2 24.09 1996 0:1 Leśniak 25, 0:2 Isabella 54, 1:2 Maksimov 60 |
| RWD Molenbeek – Beşiktaş JK 0:0 i 0:3 1 10.09 1996 2 24.09 1996 0:1 Ertugrul 40, 0:2 Amokaczi 50, 0:3 Oktay 89 |
| AC Parma – Vitória SC 2:1 i 0:2 1 10.09 1996 1:0 Chiesa 49, 1:1 Gilmar 77, 2:1 Chiesa 82 2 24.09 1996 0:1 Vitor Paneira 15, 0:2 Ricardo Lopes 49 według losowania pierwszy mecz miał być rozegrany ma stadionie klubu Vitória – później zostało to zmienione                                    |
| Ałania Władykaukaz – RSC Anderlecht 2:1 i 0:4 1 10.09 1996 0:1 Zetterberg 5, 1:1 Janowski 22, 2:1 Szelia 48 2 24.09 1996 0:1 S. Johnson 28, 0:2 de Bilde 38, 0:3 Zetterberg 62, 0:4 Zetterberg 69                                                                                               |
| FC Schalke 04 – Roda JC Kerkrade 3:0 i 2:2 1 10.09 1996 1:0 Wilmots 8, 2:0 Mulder 14, 3:0 Wilmots 73 2 24.09 1996 1:0 D. Wagner 15, 1:1 Vurens 25, 1:2 Wilmots 72, 2:2 Sibon 74 |
| Tirol Innsbruck – FC Metz 0:0 i 0:1 1 10.09 1996 2 24.09 1996 0:1 Song Bahanag 41 |

## 1/16 finału
| Dinamo Tbilisi – Boavista FC 1:0 i 0:5 1 15.10 1996 1:0 Gogiczaiszwili 26k 2 29.10 1996 0:1 Latapy 3, 0:2 Jimmy 25, 0:3 Jimmy 55, 0:4 Latapy 67, 0:5 Tavares 89                                                               |
| Legia Warszawa – Beşiktaş JK 1:1 i 1:2 1 15.10 1996 1:0 Sokołowski 22, 1:1 K. Orhan 70 2 29.10 1996 0:1 Amokachi 13, 1:1 Kucharski 37, 1:2 Jankov 76                                                                          |
| Slavia Praga – Valencia CF 0:1 i 0:0 1 15.10 1996 0:1 Moya 74 2 29.10 1996 |
| Hamburger SV – Spartak Moskwa 3:0 i 2:2 1 16.10 1996 1:0 Breitenreiter 8, 2:0 Baron 39, 3:0 Kovacevic 58 2 29.10 1996 0:1 Mieleszkin 10, 1:1 Schupp 28, 2:1 Tichonow 42k, 2:2 Hartmann 73                                     |
| Vitória SC – RSC Anderlecht 1:1 i 0:0 1 15.10 1996 1:0 Ricardo Lopes 7, 1:1 Zetterberg 78 2 29.10 1996 |
| Karlsruher SC – AS Roma 3:0 i 1:2 1 15.10 1996 1:0 Fink 45, 2:0 Dundee 58, 3:0 Fink 75 2 29.10 1996 0:1 Balbo 21, 0:2 Balbo 26, 1:2 Keller 83                                                                                 |
| Helsingborgs IF – Neuchâtel Xamax 2:0 i 1:1 1 15.10 1996 1:0 M. Jonsson 14, 2:0 M. Jonsson 60 2 29.10 1:0 M. Jonsson 43, 1:1 Bonalair 51k                                                                                     |
| RCD Espanyol – Feyenoord 0:3 i 1:0 1 15.10 1996 0:1 van Gastel 22, 0:2 Taument 54, 0:3 H. Larsson 89 2 29.10 1:0 Arteaga 9 |
| Club Brugge – Național Bukareszt 2:0 i 1:1 1 15.10 1996 1:0 G. Verheyen 10, 2:0 Staelens 39 2 29.10 1996 1:0 G. Verheyen 62, 1:1 Niculescu 63                                                                                 |
| Borussia Mönchengladbach – AS Monaco 2:4 i 1:0 1 15.10 1996 0:1 Collins 12, 1:1 Hochstatter 55, 1:2 Ikpeba 56, 2:2 P. Andersson 72, 2:3 Henry 77, 2:4 Ikpeba 90 (mecz w Kolonii) 2 29.10 1996 1:0 Klinkert 71                 |
| Inter Mediolan – Grazer AK 1:0 i 0:1 (dog), karne 5:3 1 15.10 1996 1:0 Angloma 81 2 29.10 1996 0:1 Sabitzer 35 (mecz w Kapfenbergu)                                                                                           |
| Aberdeen F.C. – Brøndby IF 0:2 i 0:0 1 15.10 1996 0:1 Sand 44, 0:2 B. Hansen 89 2 29.10 1996 |
| FC Metz – Sporting CP 2:0 i 1:2 1 15.10 1996 1:0 Traoré 5, 2:0 Lang 13 2 29.10 1996 1:0 Arpinon 18, 1:1 Sa Pinto 73, 1:2 Sa Pinto 83                                                                                          |
| Ferencvárosi TC- Newcastle United 3:2 i 0:4 1 15.10 1996 1:0 F. Horvath 7, 2:0 Lisztes 17, 2:1 Ferdinand 24, 2:2 A. Shearer 35, 3:2 Lisztes 55 2 29.10 1996 0:1 Asprilla 42, 0:2 Asprilla 58, 0:3 Ginola 65, 0:4 Ferdinand 90 |
| FC Schalke 04 – Trabzonspor 1:0 i 3:3 1 15.10 1996 1:0 Max 77 2 29.10 1996 1:0 de Kock 33, 2:0 de Kock 38, 2:1 Sz. Arweładze 55, 2:2 Hami 65, 2:3 Hami 70, 3:3 Max 75                                                         |
| S.S. Lazio – CD Tenerife 1:0 i 3:5 1 15.10 1996 1:0 Nedved 71 2 29.10 1996 1:0 Nedved 13, 1:1 Nesta 14s, 1:2 Kodro 26, 2:2 Fuser 30, 2:3 Juanele 38, 3:3 Casiraghi 46, 3:4 Jokanovic 47, 3:5 Juanele 62                       |

## 1/8 finału
| CD Tenerife – Feyenoord 0:0 i 4:2 1 19.11 1996 2 03.12 1996 1:0 Felipe 5, 2:0 Juanele 45, 3:0 Juanele 60, 4:0 Pablo Paz 74, 4:1 Sánchez 82, 4:2 Vos 87                                                    |
| AS Monaco – Hamburger SV 3:0 i 2:0 1 19.11 1996 1:0 Anderson da Silva 48, 2:0 Ikpeba 70, 3:0 Blondeau 76 2 03.12 1996 1:0 Ikpeba 62, 2:0 Benarbia 89k                                                     |
| Brøndby IF – Karlsruher SC 1:3 i 5:0 1 19.11 1996 0:1 Häßler 42, 0:2 Häßler 44, 0:3 Dundee 77, 1:3 Bagger 89 2 03.12 1996 1:0 Bagger 41, 2:0 Eggen 43, 3:0 Vilfort 58, 4:0 P. Møller 74, 5:0 P. Møller 81 |
| Helsingborgs IF – RSC Anderlecht 0:0 i 0:1 1 19.11 1996 2 03.12 1996 0:1 Walem 68 |
| FC Metz – Newcastle United 1:1 i 0:2 1 19.11 1996 0:1 Beardsley 32k, 1:1 Traoré 67 2 03.12 1996 0:1 Asprilla 80, 0:2 Asprilla 82                                                                          |
| Club Brugge – FC Schalke 04 2:1 i 0:2 1 19.11 1996 1:0 Stanić 34, 1:1 Büskens 51, 2:1 Špehar 58 2 03.12 1996 0:1 Max 9, 0:2 Mulder 90                                                                     |
| Inter Mediolan – Boavista FC 5:1 i 2:0 1 19.11 1996 1:0 Sforza 6, 2:0 Angloma 13, 3:0 Ganz 22, 4:0 Sforza 57, 5:1 Jimmy 61, 5:1 Ganz 65 2 03.12 1996 1:0 Djorkaeff 12k, 2:0 Ince 66                       |
| Valencia CF – Beşiktaş JK 3:1 i 2:2 1 19.11 1996 1:0 Vlaović 17, 2:0 Ali G. 23s, 2:1 Oktay 45k, 3:1 Ferreira 82 2 03.12 1996 0:1 Serdar 16, 1:1 C. López 24, 2:1 Vlaović 44, 2:2 Oktay 45k                |

## 1/4 finału
| Newcastle United – AS Monaco 0:1 i 0:3 1 04.03 1997 0:1 Anderson da Silva 59 2 18.03 1997 0:1 Legwinski 41, 0:2 Benarbia 52, 0:3 Benarbia 67 |
| CD Tenerife – Brøndby IF 0:1 i 2:0 (dog) 1 04.03 1997 0:1 Sand 29 2 18.03 1997 1:0 Pinilla 21, 2:0 Antonio Mata 119                          |
| FC Schalke 04 – Valencia CF 2:0 i 1:1 1 04.03 1997 1:0 Linke 44, 2:0 Wilmots 82 2 18.03 1997 0:1 Mulder 19, 1:1 Poyatos 45                   |
| RSC Anderlecht – Inter Mediolan 1:1 i 1:2 1 04.03 1997 1:0 Versavel 27, 1:1 Ganz 75 2 18.03 1997 0:1 Ganz 11, 1:1 Preko 33, 1:2 Ganz 59      |

## 1/2 finału
| CD Tenerife – FC Schalke 04 1:0 i 0:2 (dog) 1 08.04 1997 1:0 Felipe 6k 2 22.04 1997 0:1 Linke 68, 0:2 Wilmots 108                     |
| Inter Mediolan – AS Monaco 3:1 i 0:1 1 08.04 1997 1:0 Ganz 17, 2:0 Ganz 30, 3:0 Zamorano 39, 3:1 Ikpeba 71 2 22.04 1997 0:1 Ikpeba 69 |

## Finał
| FC Schalke 04 – Inter Mediolan 1:0 i 0:1 (dog), karne 4:1 |
| 7 maja 1997 Gelsenkirchen Parkstadion (56 824) FC Schalke 04 – Inter Mediolan 1:0 (0:0) Sędzia: Marc Batta (Francja) Bramki: 1:0 Marc Wilmots 70 Fußballclub Gelsenkirchen-Schalke 04 (trener Huub Stevens): Jens Lehmann – Olaf Thon (kapitan), Thomas Linke, Johan de Kock – Jiří Němec, Andreas Müller, Yves Eigenrauch, Michael Büskens (67 Martin Max), Ingo Anderbrügge – Radoslav Látal, Marc Wilmots Football Club Internazionale Milano (trener Roy Hodgson): Gianluca Pagliuca – Giuseppe Bergomi (kapitan), Fabio Galante, Massimo Paganin, Alessandro Pistone – Ciriaco Sforza, Javier Zanetti, Aron Winter, Salvatore Fresi (62 Nicola Berti) – Maurizio Ganz, Ivan Zamorano |
| 21 maja 1997 Mediolan Stadio San Siro (83 434) Inter Mediolan – FC Schalke 04 1:0 (1:0, 0:0) Sędzia: José García Aranda (Hiszpania) Bramki: 1:0 Ivan Zamorano 85 Karne: 0:1 Ingo Anderbrügge, 0:1 Ivan Zamorano (obroniony), 0:2 Olaf Thon, 1:2 Youri Djorkaeff, 1:3 Martin Max, 1:3 Aron Winter (niecelny), 1:4 Marc Wilmots Football Club Internazionale Milano (trener Roy Hodgson): Gianluca Pagliuca – Giuseppe Bergomi (kapitan, 70 Jocelyn Angloma), Massimo Paganin, Salvatore Fresi – Javier Zanetti (120 Nicola Berti), Ciriaco Sforza (82 Aron Winter), Paul Ince – Youri Djorkaeff, Ivan Zamorano, Maurizio Ganz Fußballclub Gelsenkirchen-Schalke 04 (trener Huub Stevens): Jens Lehmann – Olaf Thon (kapitan), Johan de Kock, Thomas Linke – Radoslav Látal (111 Oliver Held), Jiří Němec, Yves Eigenrauch, Andreas Müller (98 Ingo Anderbrügge), Michael Büskens – Marc Wilmots, Martin Max |